# Natassia Malthe
Linn Natassia Malthe (ur. 19 stycznia 1974 w Oslo w Norwegii) – norweska modelka i aktorka filmowa i telewizyjna.

## Życiorys
Młodsza córka Haralda Malthe – norweskiego prawnika i lekarki Phin Malthe pochodzącej z Filipin, jako nastolatka była pulchna i pucołowata. Urodzona w Norwegii, mieszkała potem w Szkocji i w Kanadzie. Uczyła się w szkole kształcącej artystów teatru muzycznego w Londynie.
Kiedy jej siostra Kristin została modelką, także i ją wciągnęła do zawodu. Szybko zainteresowali się nią producenci filmowi.
Pojawiła się w niewielkich rolach w komedii 40 dni i 40 nocy (40 Days and 40 Nights, 2002) i horrorze Halloween: Resurrection (2002). Większą rolę (nominowaną do nagrody MTV Movie) dostała dopiero w 2005 roku w filmie Elektra jako Typhoid – członkini grupy zabójców, z którą walczy główna bohaterka (Jennifer Garner).
Pojawiła się później w szeregu filmów negatywnie odebranych przez krytyków - grała w m.in. główne role w filmach Uwe Bolla. W 2018 roku pojawiła się jednak w roli matki głównego bohatera w pozytywnie odebranym filmie Alfa.

## Filmografia
- Disturbing Behavior (1998) – Mary Jo Copeland
- Lake Placid (1999) – Janine
- Cień anioła (2000, TV) – Redhead at Party
- The Wedding Dress (2001, TV) – Lula
- Trapped (2001) – Marisa
- K-9: P.I. (2002) – Dirty Dancer
- Halloween: Resurrection (2002) – Francuska pokojówka
- Kompletny świr (Stark Raving Mad) (2002) – Stacie
- 40 dni i 40 nocy (40 Days and 40 Nights, 2002) – Dziewczyna w łóżku
- A Guy Thing (2003) – Melanie
- Maxim Uncovered! Vol. 2 (2004) – Modelka
- Call Me: The Rise and Fall of Heidi Fleiss (2004, TV) – Charisse
- Bloodsuckers (2005, TV) – Quintana
- Belle dame sans merci, La (2005) – The Lady
- Awake (2005) – Rebecca
- Confessions of a Sociopathic Social Climber (2005, TV) – Frangiapani
- Bound by Lies (2005) – Randi
- Wish You Were Here (2005) – Georgie
- Elektra (2005) – Typhoid
- Devil's Highway (2005) – Michelle
- Skinwalkers (2006) – Sonja
- Zombie (Dead & Deader, 2006, TV) − dr. Boyce
- DOA: Dead or Alive (2006) – Ayane
- Teoria chaosu (2005) – Gina
- BloodRayne II: Uwolnienie (2007) – Rayne
- BloodRayne III: Krwawa Rzesza (2010) − Rayne
- W imię króla 2: Dwa światy (2011) - Manhatten
- A więc wojna (2012) - Xenia
- Mściciel z Wall Street (2013) - Molly
- Dobry, zły i martwy (2015) − Christine
- Battle Drone (2018) - Valkyrie
- Alfa (2018) - Rho